# لوكاس ماتياس ليتشت
لوكاس ماتياس ليتشت (بالإسبانية: Lucas Matías Licht)‏ (مواليد 6 أبريل 1981 في روساريو - الأرجنتين) لاعب كرة قدم أرجنتيني يلعب حاليا لصالح نادي الدرجة الممتازة راسينغ أفيلانيدا الأرجنتيني منذ 2010 في مركز الظهير الأيسر كما يجيد اللعب في مركز الجناح الأيسر .

## روابط خارجية
- لوكاس ماتياس ليتشت على موقع قاعدة بيانات كرة القدم.إي يو (الإنجليزية)
- لوكاس ماتياس ليتشت على موقع Soccerway.com (الإنجليزية)
- لوكاس ماتياس ليتشت على موقع كووورة